# Нарава
Нарава (*III ст. до н. е.) — знатний массіл, військовик Карфагену.

## Життєпис
Справжнє ім'я напевне було Нарбал. Нарава (Наравас) грецький варіант цього імені. Був сином або небіжем царя Гали. Втім був досить самостійним в своїх діях. 240 року до н. е. з початком повстання найманців в Карфагені приєднався до нього на чолі загону у 2 тис. вершників.
239 року до н. е. разом з Автарітом та Спендієм зумів оточити Гамількара Барку. Останній запропонував Нарава посаду, гроші та шлюб із своєю донькою (можливо її звали Саламбаал). За цим Нарава перейшов на бік карфагенян, допомігши їм завдати поразки Спендію і Автаріту в битві на річці Баград.
Повсталі найманці взяли в облогу місто Карфаген, проте завдяки рейдам кінноти Нарава були змушені зняти облогу і відступити. 238 року до н. е. звитяжив у битві в ущелині Піли. На заключному етапі повстання, 237 року до н. е., Нарава супроводжував Гамількара в кампанії з упокорення відпалих від влади Карфагена міст, наасамперед Утіки. Подальша доля невідома.

## В літературі
Нарава є одним з героїв роману французького письменника Г.Флобера «Саламбо».

## Родина
- Мазетул, цар массіліїв